# Celler del Sindicat Agrícola de Cabra del Camp
El Celler del Sindicat Agrícola de Cabra del Camp és un edifici del municipi de Cabra del Camp (Alt Camp) protegit com a Bé Cultural d'Interès Local.

## Descripció
L'edifici del Sindicat Agrícola de Cabra del Camp està situat al Raval de la Creu. És d'una sola nau rectangular que presenta obertures en els dos costats menors. La coberta és a dues vessants, d'uralita, i segueix l'eix longitudinal de l'edifici. A l'interior són vistes les estructures portants del sostre. L'espai de la nau està dividit en dos per un parament d'obra de fàbrica, amb arcs parabòlics i rampants.
La senzillesa de l'interior contrasta amb la bellesa de l'exterior, amb una estètica aconseguida per la combinació dels materials, que respon a les característiques tipològiques dels cellers cooperatius construïts en aquell període. Com en la major part dels cellers de Cèsar Martinell, la façana és dividida en tres nivells: l'inferior, format per un sòcol de pedra, damunt del qual i separat per una imposta de maó, hi ha sengles inscripcions esgrafiades (on apareixen el nom i la datació de l'edifici), a banda i banda de la porta, que és d'arc de mig punt feta de maó; el segon nivell, tot de maó vist i separat del nivell inferior per una altra imposta de maó, que abasta la major part de la façana, que esdevé un gran finestral amb una retícula que l'assimila a una gran gelosia; el tercer nivell, la potent cornisa de la teulada, també de maó i enriquida per una sanefa de rajoles de cartabó blanc i verd.

## Història
Des de 1895 funcionava la Societat Agrícola de Cabra del Camp, formada per la classe treballadora i els petits propietaris. A Cabra, també hi havia el Sindicat Agrícola, que l'any 1919 va encarregar un projecte per fer el seu celler a Cèsar Martinell; l'obra es va enllestir ben aviat. Sembla que aquesta va ser la segona construcció feta en el poble amb aquesta finalitat i com a resultat de les disputes entre dos grups d'usuaris. El 1929, el Sindicat va aixecar la seva seu social al costat del Celler.
Amb la Guerra Civil la Societat i el Sindicat es van unificar amb el nom de Sindicat Agrícola i Cooperatiu; el 1940, van adoptar el nom de Sindicato Agrícola y Caja Rural.
Durant molt de temps el vi elaborat s'ha emmagatzemat en l'antic Sindicat, que es comunica amb el Celler a través de conduccions internes.